# Diplazium sorzogonense
Diplazium sorzogonense är en majbräkenväxtart som först beskrevs av Karel Presl och som fick sitt nu gällande namn av Karel Presl.
Diplazium sorzogonense ingår i släktet Diplazium och familjen Athyriaceae. Inga underarter finns listade i Catalogue of Life.